# ریمونده آلین
ریمونده آلین (فرانسوی: Raymonde Allain‎؛ ۲۲ ژوئن ۱۹۱۲ – ۲۷ ژوئیه ۲۰۰۸ (۹۶ سال)) هنرپیشه، مدل اهل فرانسه بود.
از فیلم‌ها یا برنامه‌های تلویزیونی که وی در آنها نقش داشته‌است می‌توان به تونل اشاره کرد.